# Répertoire du chœur

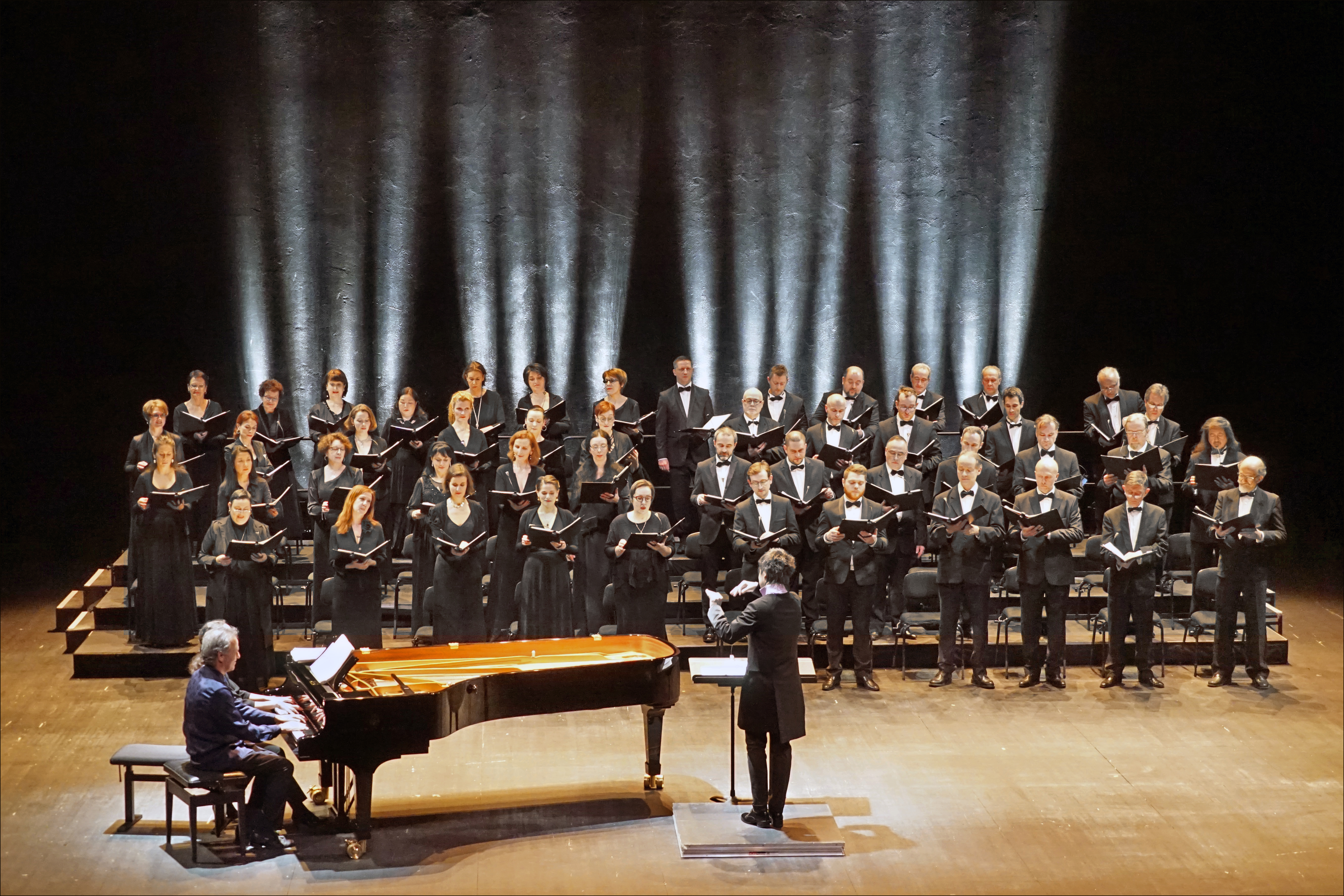
Le choeur de Radio France (2019).

Le répertoire du chœur regroupe un très grand nombre d'œuvres vocales pour chœur, chorale, chœur d'enfants, orphéon... - religieuses ou profanes avec ou sans accompagnement instrumental, au travers des différentes périodes musicales. On y trouve également des chants militaires, folkloriques et révolutionnaires.

## Répertoire de la musique chorale
Le répertoire de la musique chorale est très riche dans toutes les périodes depuis le XIIIe siècle.

### Répertoire de l'opéra avec chœur
La musique lyrique a souvent recours à des chœurs dans les différents genres d'opéra.

## Répertoire choral religieux

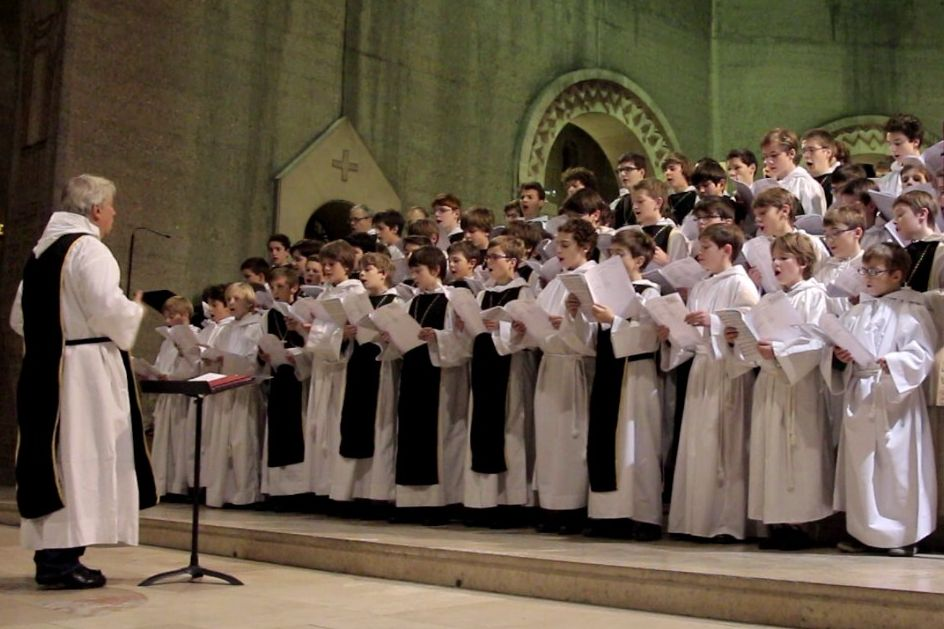
Petits chanteurs de Sainte-Croix de Neuilly (2012).

Le répertoire choral suivant est classé par genre et par époque essentiellement. 

### Oratorio religieux ou profane

#### Passion
La passion est une forme d'oratorio.